# 남방잠꾸러기상어
남방잠꾸러기상어(영어: southern sleeper shark, 학명: Somniosus antarcticus 솜니오수스 안타르크티쿠스[*])는 잠꾸러기상어의 일종이다. 대서양, 인도양, 태평양의 수심 400-1,100 미터에서 발견되었다. 신장은 4.4 미터까지 자란다. 주로 두족류, 특히 오징어를 잡아먹는다. 또 이 종의 위장에서는 해양포유류나 조류가 어류나 두족류에 비해 적게 발견된다. 잠꾸러기상어들이 모두 그렇듯이, 이 종도 매우 굼뜨다. 하지만 먹이로 삼는 피식종들이 빠르게 움직이는 종들임으로 보아, 매복포식을 할 것으로 생각된다. 칠레 해안에서 잡힌 길이 3.6 미터의 암컷은 위장에 남방고추돌고래 한 마리가 통째로 들어 있었다. 오렌지라피나 비막치어를 잡으려는 어업활동 중에 이 상어가 혼획되는 경우가 있다. 이것이 이 종의 보존에 얼마나 위협이 되는지 그 정도는 현재로서 알려져 있지 않다.
그린란드상어나 태평양잠꾸러기상어와 동종으로 여겨진 적도 있었으나, 2004년 별개의 종임이 확실히 밝혀졌다.